# ドナー (自走砲)
ドナー（ドイツ語: DONAR）は、クラウス＝マッファイ・ヴェクマン（KMW）とジェネラル・ダイナミクス・ユーロピアン・ランド・システム（GDELS）が共同開発中の自走砲。原型のAGMと同様にモジュールとしての提案も行われているが、ASCOD 2を台車とする自走砲が提案されており、こちらも同様の名称で呼ばれている。ドナーは、トールのドイツ語による表記の一種である。
台車がAGMのデモンストレーションモデルとして製作されたMLRSからASCOD 2に変わり、エアバス A400M輸送機による空輸を想定している。モジュールとしての特徴はAGMと同様で、砲塔内部は無人であり、操作は台車の運転席からタッチパネルを使用して行う。